# Dronningborg
Dronningborg Maskinfabrik A/S, ab 1991 Dronningborg Industries A/S, war ein mittelständisches Maschinenbauunternehmen aus dem dänischen Randers, das 1894 den Betrieb aufnahm und sich im Laufe seines Bestehens auf die Herstellung von Mähdreschern spezialisiert hatte.
Obwohl der Name Dronningborg nach der Übernahme durch andere Landmaschinenhersteller in den 1990er Jahren zunehmend in Vergessenheit gerät, bleibt das Unternehmen in der historischen Entwicklung von Mähdreschern von Bedeutung, da seine Innovationen und Entwicklungen über Partnerschaften mit anderen großen Marken in die Geschichtsbücher der Land- und Erntetechnik Eingang fanden. So wird insbesondere die Rolle von Dronningborg als Pionier in der Einführung von computergesteuerten und GPS-basierten Ertragsermittlungen von Fachleuten und Agrarexperten gewürdigt.

## Geschichte

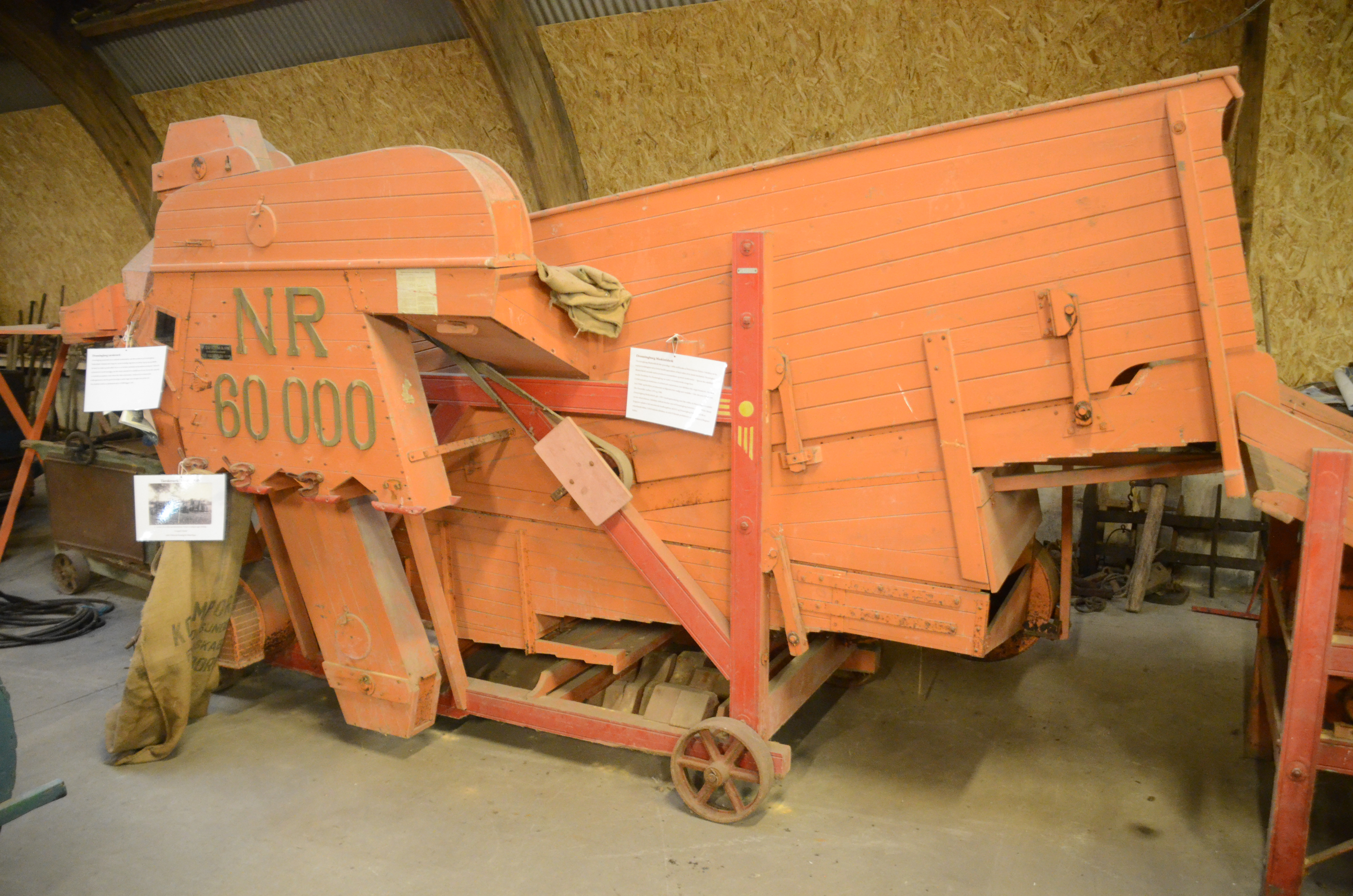
Dronningborg Dreschmaschine nummer 60000 (1955)

Das Unternehmen wurde 1894 von Kristian Nielsen in der Kleinstadt Randers, im Ortsteil Dronningborg, gegründet. Nielsen verfolgte den ehrgeizigen Plan, hochwertige Reinigungsmaschinen für Getreide und Saatgut zu entwickeln und herzustellen. Die Umsetzung seines Vorhabens war äußerst erfolgreich, und das Unternehmen expandierte schnell. Bereits im Jahr 1913 brachte Nielsen seine erste Einzelreinigungs-Dreschmaschine auf den Markt.

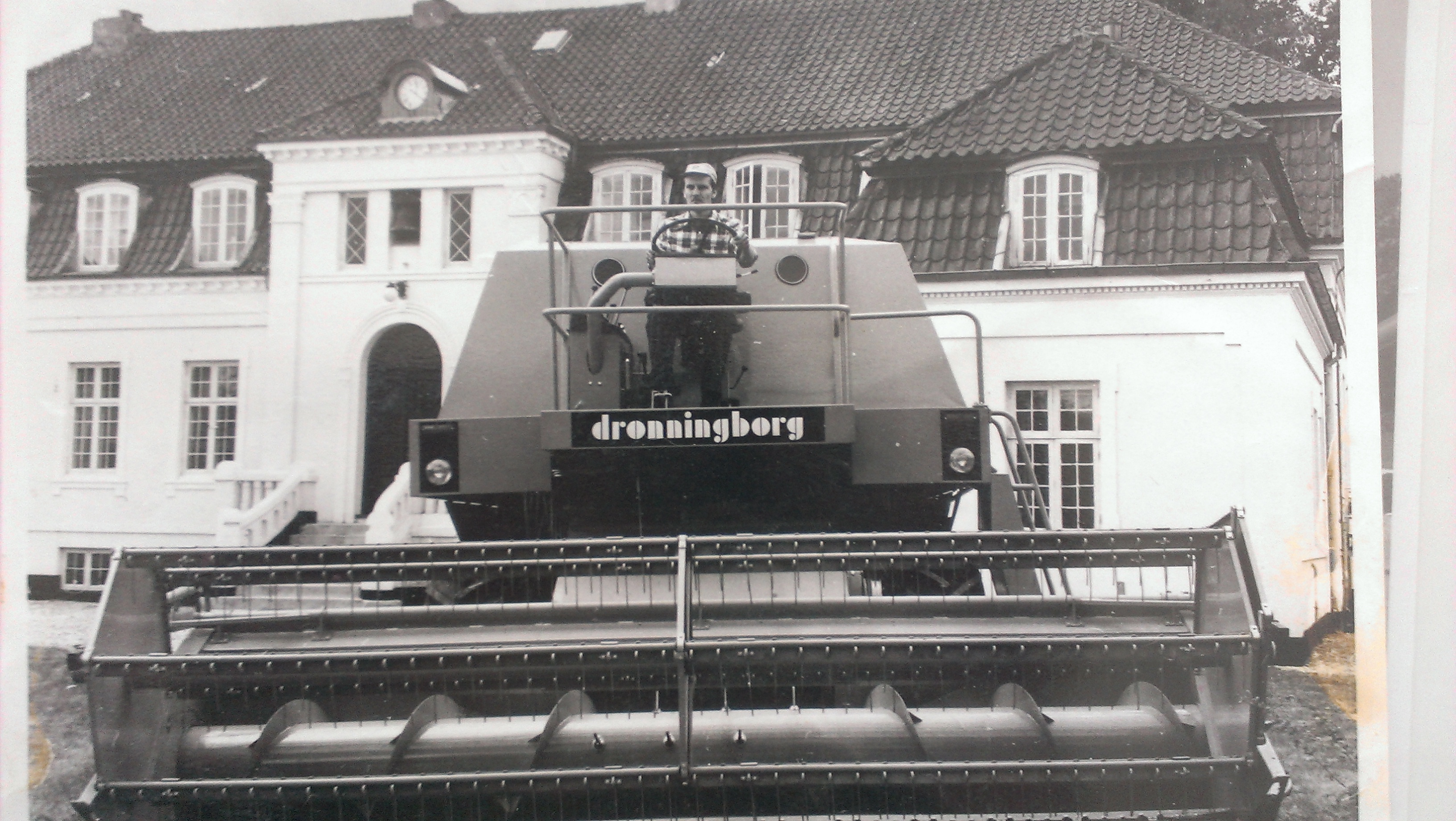
Dronningborg D 1900 aus den 1970er Jahren

Nach dem Tod des Firmengründers im Jahr 1938 übernahm einer seiner Söhne das Unternehmen und führte die erfolgreiche Expansion weiter. Mitte der 1950er Jahre erreichte Dronningborg einen Marktanteil von etwa 60 Prozent in Dänemark und stellte einen speziell für die dänischen Erntebedingungen angepassten gezogenen Mähdrescher vor. In den folgenden Jahren setzte das Unternehmen seinen Fokus auf Innovation und Technologie. Es präsentierte seinen ersten selbstfahrenden Mähdrescher im Jahr 1958 und produzierte 1964 den 10.000 Mähdrescher. In den 1970er Jahren konzentrierte sich Dronningborg auf größere Mähdreschermodelle wie die 3000/4000er- und 7000/8000er-Serien.

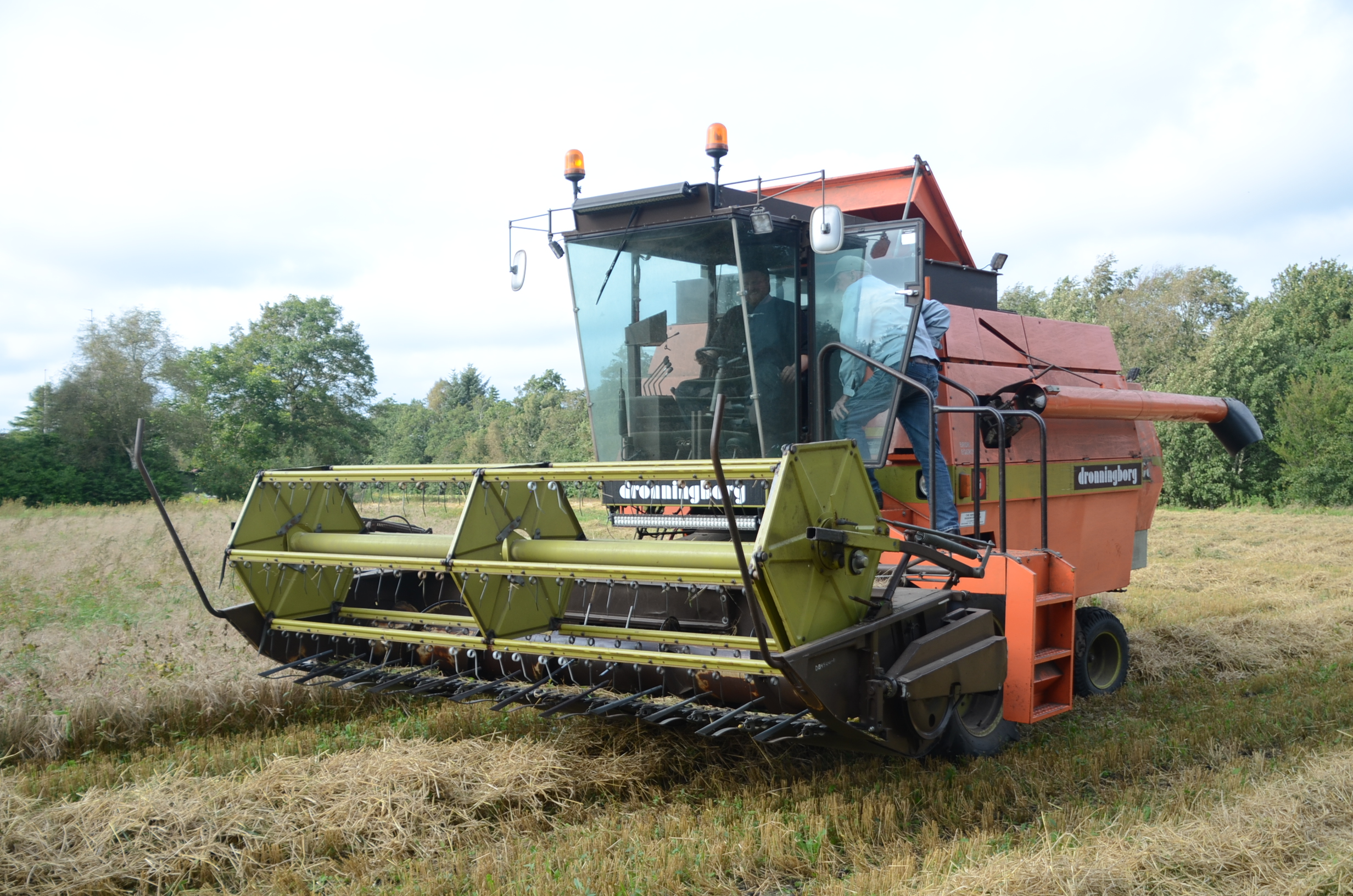
Dronningborg D 3000

Um den internationalen Markt zu erschließen, ging Dronningborg zunächst Kooperationen mit Massey Ferguson (MF) im Jahr 1984 und später mit Case-IH im Jahr 1987 ein. Unter dem Namen Dania vertrieb Case-IH die gesamte Produktpalette von Dronningborg, während MF ausgewählte Mähdrescher unter eigenem Namen vermarktete.
Zu Beginn der 1990er Jahre geriet das Unternehmen in wirtschaftliche Schwierigkeiten und 1991 übernahm MF mehr als die Hälfte der Firmenanteile, um die Insolvenz abzuwenden. Infolgedessen änderte sich der Firmenname in Dronningborg Industries A/S. Ab diesem Zeitpunkt wurden keine eigenen Dronningborg-Mähdrescher mehr produziert.
1998 kam MF schließlich zum amerikanischen Konzern AGCO und ein Jahr später wurden neben den MF-Mähdreschern auch Mähdrescher der Marke Fendt in den Werkshallen von Dronningborg gebaut. Ab 2000 liefen auch Deutz-Fahr-Mähdrescher vom Band.
Im Sommer 2010 wurde die Produktion in Randers schließlich beendet und nach Italien verlagert.